# Stazione di Albenga
La stazione di Albenga è una stazione ferroviaria a servizio dell'omonima città, nonché del suo comprensorio.

## Storia
La prima stazione fu aperta all'esercizio nel 1872 e costruita in legno. A seguito del raddoppio del tratto di ferrovia tra Albenga e Loano, avvenuto nel 1936, fu edificata una nuova struttura più adatta a ricevere le merci e i visitatori. Il nuovo fabbricato viaggiatori fu opera dell'architetto Roberto Narducci e fu aperto al servizio l'anno seguente.
All'inizio del XXI secolo la stazione ferroviaria è stata profondamente mutata negli interni. Esternamente la struttura rimane quella del 1937.
Il progetto di raddoppio Andora-Finalmarina prevede lo spostamento della stazione verso l'entroterra, in quel di Bastia d'Albenga.

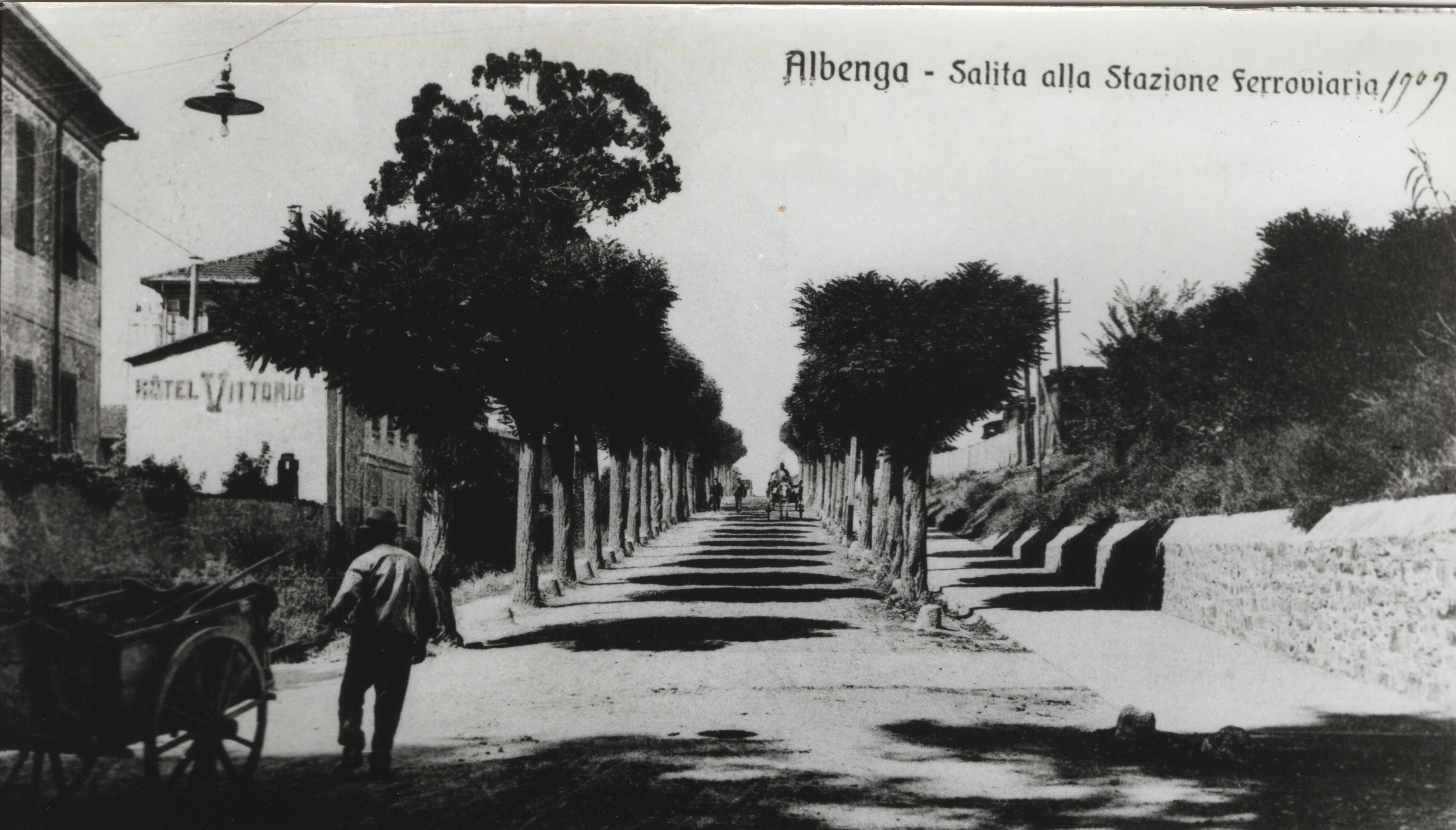
Albenga Salita alla Stazione 1909

## Strutture e impianti

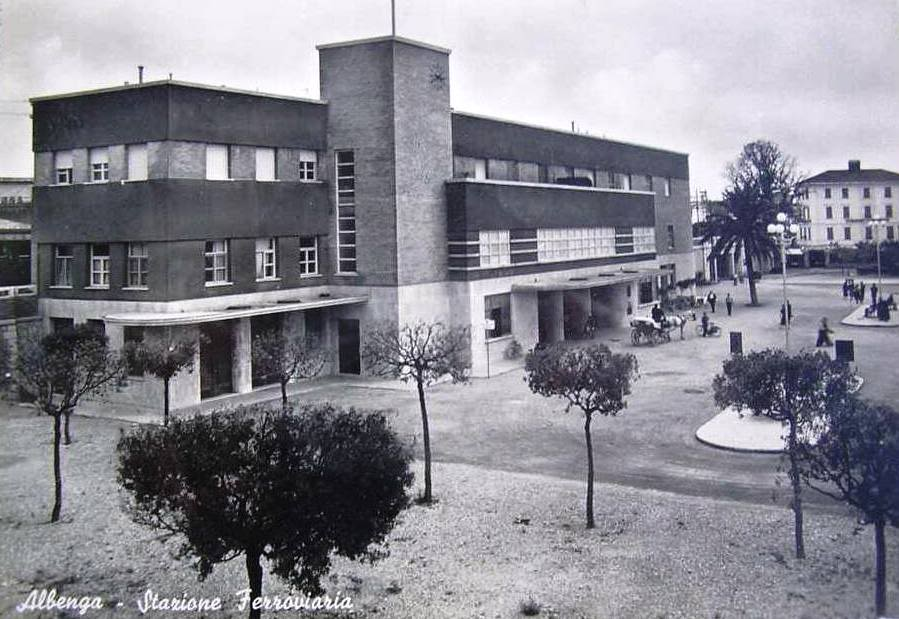
Immagine del nuovo fabbricato viaggiatori all'epoca dell'inaugurazione

Il fabbricato viaggiatori, opera dell'architetto Roberto Narducci, è una struttura a tre livelli, due dei quali si elevano dal piano del ferro. Il dislivello, di oltre tre metri, tra la strada e il piazzale binari è stato studiato per consentire un rapido accesso all'utenza dai locali dei servizi e delle sale d'attesa. L'edificio è rivestito con pietra di Castel Govone, impiegata per il basamento, e con mattoni in cotto antico, per l'alzato. Cornici in marmo verde imperiale sono impiegate per le aperture. Per i pavimenti sono invece impiegate minute tesserine di "Ceramica Ligure". Il costo di questa opera ai tempi fu di lire 1 500 000 e occupò operai per complessive 46000 giornate
Verso Albenga, il fabbricato viaggiatori è orientato in maniera lievemente obliqua rispetto a via dei Mille e fronteggia un vasto piazzale, un tempo denominato piazza della stazione, ora piazza Giacomo Matteotti. Nei pressi è presente la struttura per il servizio merci che non coinvolge direttamente la parte riservata ai viaggiatori, lasciando anche la piazza adiacente alla stazione libera dal traffico pesante. Le zone per il servizio merci sono ancora esistenti e intatte anche se ad Albenga, come nel resto della tratta Genova-Ventimiglia, non si effettua più questo servizio dalla fine degli anni ottanta.
Dopo il restauro di inizio XXI secolo, al piano terra il locale Colli a mano è sede del Dopolavoro ferroviario, mentre la sala di attesa per la terza classe è utilizzata per la rivendita di tabacchi. Nella limitrofa sala che era destinata alla I e II classe e alla biglietteria era presente un'edicola ora chiusa con i locali vuoti. Il vecchio ristorante è stato eliminato per far posto ad uffici e alla biglietteria.

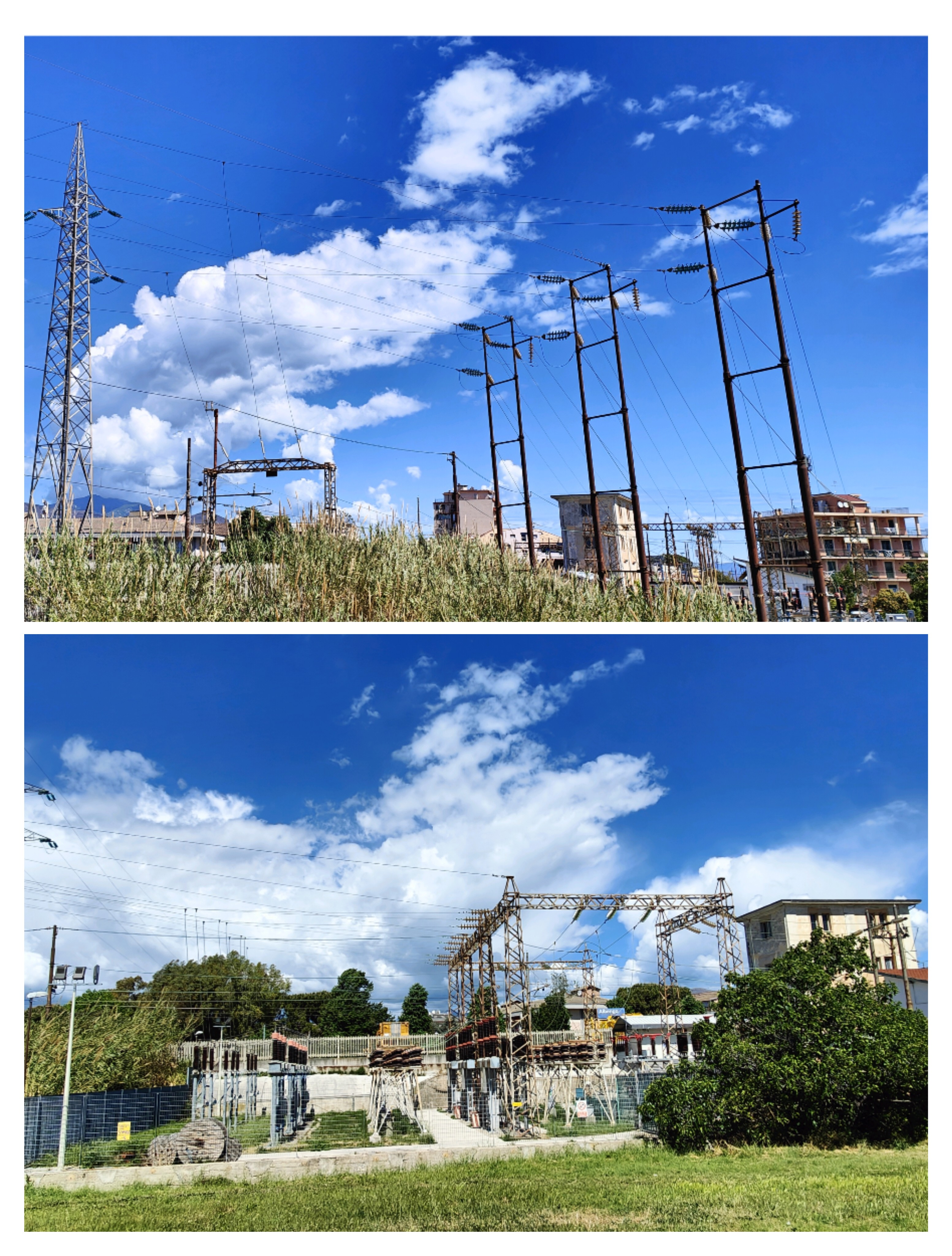
La sottostazione 3kV

Il 15 ottobre 2017 è entrato in funzione il nuovo Apparato Centrale Computerizzato (ACC) per il controllo del traffico ferroviario, che sostituisce il precedente sistema a tecnologia elettromeccanica.

## Movimento
Oltre a questi, l'impianto è servito dai servizi regionali svolti da Trenitalia nell'ambito del contratto di servizio con la Regione Liguria.

## Servizi
La stazione, che RFI classifica di categoria silver, dispone di:
- Biglietteria a sportello
- Biglietteria automatica
- Sala d'attesa
- Bar
- Servizi igienici
- Posto di Polizia ferroviaria

## Interscambi
Sul piazzale antistante la stazione vi è il capolinea per le autocorriere. Il servizio di autolinea litoranea non transita presso la stazione, ma presso Piazza del Popolo, a quasi 700 m, dove fermano gli automezzi che effettuano il servizio Andora-Savona.
Sul piazzale è presente, inoltre, il servizio taxi.